# Paul Signac

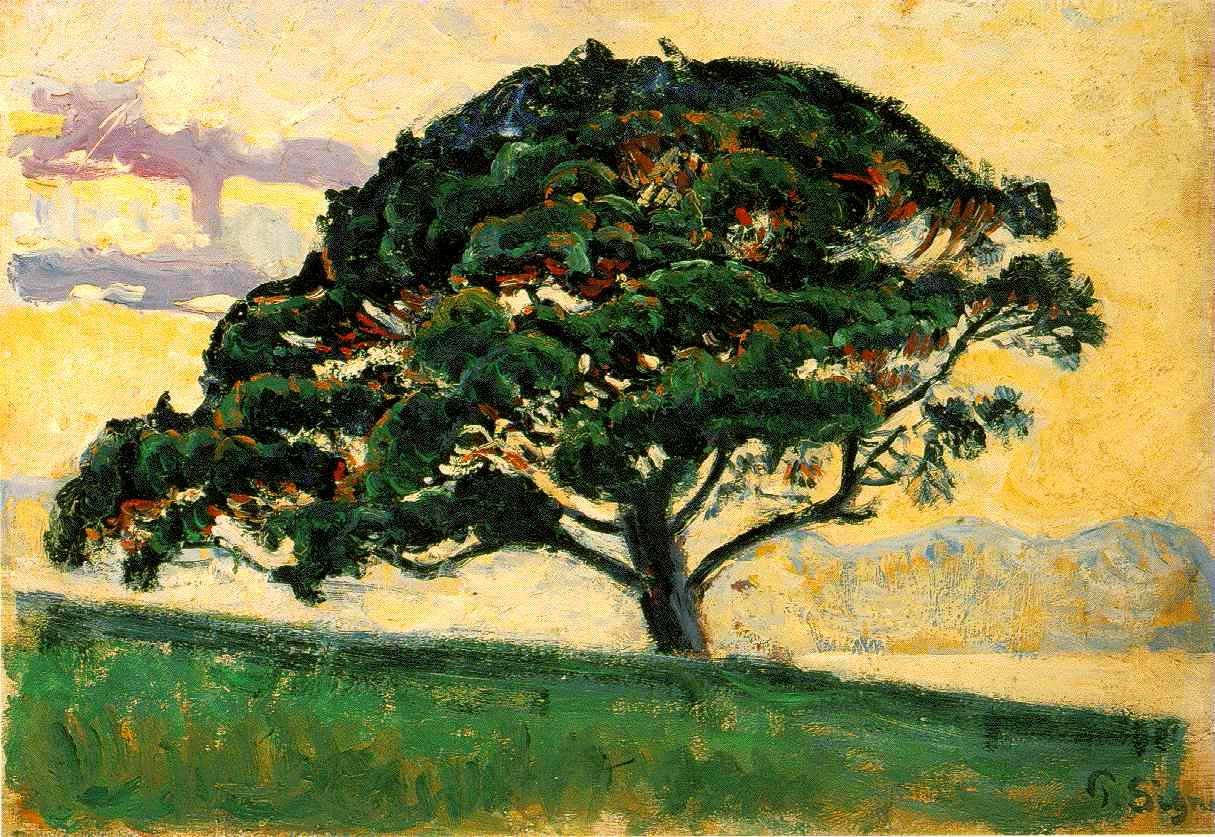
Sosna, Saint Tropez, 1892-1893

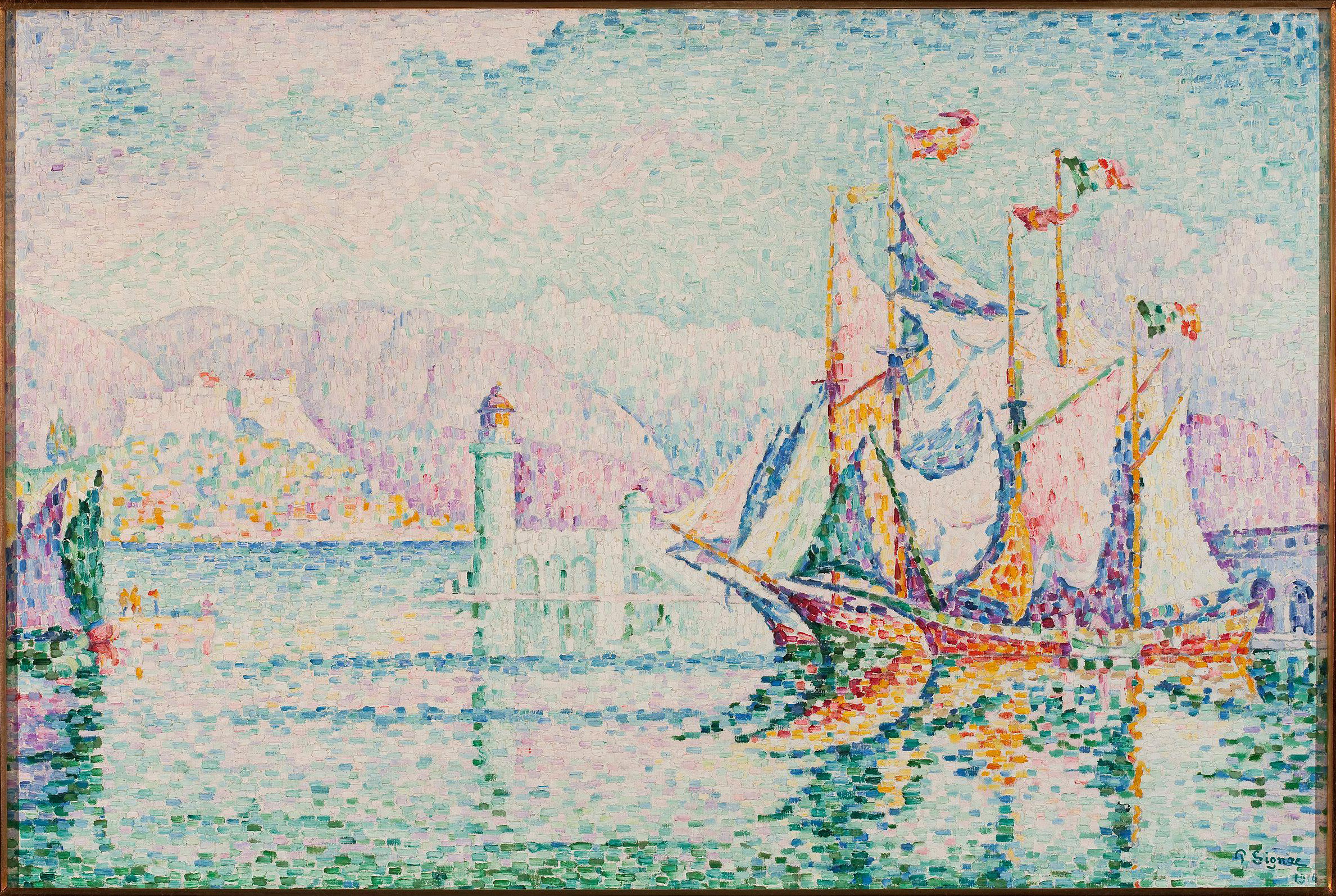
Antibes, Ranek, 1914

Paul Signac (ur. 11 listopada 1863 w Paryżu, zm. 15 sierpnia 1935 tamże) – francuski malarz neoimpresjonista, jeden z uczniów Georges’a Seurata. Przyczynił się do powstania pointylizmu. W 1890 wydał D'Eugène Delacroix au néo-impressionnisme.
Znane obrazy: Sosna, Saint Tropez i Port w Saint Tropez.
W Muzeum Sztuki w Łodzi znajduje się obraz Widok Złotego Rogu w Konstantynopolu (1907), a w Muzeum Narodowym w Warszawie Poranek (Antibes). 